# Alan Bridges
Pour les articles homonymes, voir Bridges.
Alan Bridges  né le 28 septembre 1927 à Liverpool et mort le 7 décembre 2013, est un réalisateur britannique.

## Filmographie partielle

### Réalisateur
- 1964 : Act of Murder (en)
- 1965 : Out of the Unknown (en) (série télévisée, 1 épisode)
- 1965 : Invasion (en)
- 1973 : La Méprise (The Hireling)
- 1974 : Brève Rencontre (Brief Encounter) (téléfilm)
- 1975 : Out of Season
- 1978 : La Petite Fille en velours bleu (The Girl In Blue Velvet)
- 1982 : Le Retour du soldat (The Return of the Soldier)
- 1984 : La Partie de chasse (The Shooting Party)
- 1985 : Displaced Person (téléfilm)

## Récompenses

### Festival de Cannes
- 1973 : Grand prix pour La Méprise